# Rigsdagsvalget i Finland 2011
Rigsdagsvalget i Finland 2011 blev afholdt den 17. april 2011, og var valget til det finske parlament Rigsdagen. På forhånd kunne man stemme fra den 6. april til 12. april, og udenlandsk stemme fra 6. april til 9. april. Kandidater skulle senest meldes den 8. marts. Ved valget skulle der vælges 200 repræsentanter til rigsdagen.
Den nye rigsdag mødtes første gang den 27. april 2011blev Eero valgt til rigsdagens præsident (Eduskunnan puhemies), Finlands modstykke til formanden i Folketinget eller stortingspræsidenten i Norge.
Piratpartiet og Frihedspartiet stillede for første gang op til finsk valg. Liberalerna stillede op som kandidater på Piratpartiets liste, det lykkes dog ikke nogen af partierne at opnå pladser i rigsdagen.

## Fordeling af mandater
Ved parlamentsvalget 17. april 2011 blev pladserne fordelt mellem otte partier på følgende måde:
| Parti                          | Pladser | Ændring siden sidste valg | % af pladser | % af stemmer |
| ------------------------------ | ------- | ------------------------- | ------------ | ------------ |
| Samlingspartiet                | 44      | −6                        | 22,0         | 20,4         |
| Socialdemokraterne             | 42      | -3                        | 21,0         | 19,1         |
| De Sande Finner                | 39      | +34                       | 19,5         | 19,1         |
| Centerpartiet                  | 35      | -16                       | 17,5         | 15,8         |
| Venstreforbundet               | 14      | -2                        | 7,0          | 8,1          |
| Grønt Forbund                  | 10      | -5                        | 5,0          | 7,3          |
| Svensk Folkeparti              | 9       | 0                         | 4,5          | 4,3          |
| Kristendemokraterne            | 6       | -1                        | 3,0          | 4,0          |
| Andre                          | 1*      | 0                         | 0,5          | 0,4          |
| * Repræsentant fra Ålandsøerne |         |                           |              |              |